# Jing (Hengshui)
Jing (chinesisch 景县, Pinyin Jǐng Xiàn) ist ein chinesischer Kreis der bezirksfreien Stadt Hengshui in der Provinz Hebei. Er hat eine Fläche von 1.188 km² und zählt 528.693 Einwohner (Stand: Zensus 2010). Sein Hauptort ist die Großgemeinde Jingzhou (景州镇).
Die Gräber der Familie Feng (Fengshi muqun 封氏墓群) aus der Zeit der Nördlichen Wei- bis Sui-Dynastie, die Sarira-Stupa im Kaifu-Tempel (Kaifu si sheli ta 开福寺舍利塔) und die Gräber der Familie Gao aus der Zeit der Nördlichen Qi (Bei Qi Gao shi muqun 北齐高氏墓群) stehen auf der Liste der Denkmäler der Volksrepublik China.

## Administrative Gliederung
Auf Gemeindeebene setzt sich der Kreis aus zehn Großgemeinden und sechs Gemeinden zusammen. Diese sind:
- Großgemeinden:
  - Jingzhou 景州镇
  - Longhua 龙华镇
  - Guangchuan 广川镇
  - Jing County 王瞳镇
  - Jiangheliu 洚河流镇
  - Anling 安陵镇
  - Duqiao 杜桥镇
  - Wangqiansi 王谦寺镇
  - Beiliuzhi 北留智镇
  - Liuzhimiao 留智庙镇
- Gemeinden:
  - Liuji 刘集乡
  - Lianzhen 连镇乡
  - Liangji 梁集乡
  - Wencheng 温城乡
  - Houliumingfu 后留名府乡
  - Qinglan 青兰乡